# Alsberg-Kaserne
Die Alsberg-Kaserne in Rennerod ist seit ihrer Fertigstellung 1969 ein Standort der Bundeswehr. Sie liegt nordöstlich der Stadt Rennerod im Westerwald in der Nähe der Kreuzung der Bundesstraßen 54 und 255. Sie beherbergt hauptsächlich das Sanitätsregiment 2 mit Regimentsführung und sechs Kompanien. Mit dem Stationierungskonzept 2011 blieb der Bundeswehrstandort erhalten. Allerdings reduzierte sich die Anzahl der militärischen Dienstposten von 720 auf 480. Der Name der Kaserne bezieht sich auf den 612,5 Meter hohen Westerwälder Alsberg in der Nähe des Standortes.

## Stationierungsgeschichte und Belegung heute
Nach Fertigstellung der Kaserne zog am 30. April 1969 das der 5. Panzerdivision unterstellte Sanitätsbataillon 5 ein. Dieses Bataillon war am 16. August 1956 in der Karfreit-Kaserne im bayerischen Brannenburg-Degerndorf aufgestellt und am 29. Oktober 1957 nach Koblenz in die Augusta-Kaserne verlegt worden. Am Standort in Rennerod verblieb das Bataillon bis zum 31. März 1997. Im Zuge der Fusion der Divisionen mit den Wehrbereichskommandos änderte sich am 1. April 1994 das Unterstellungsverhältnis des Bataillons zum Wehrbereichskommando IV/5. Panzerdivision. Zum 1. April 1997 erfolgte die Umgliederung des Bataillons zum Sanitätsregiment 5. Am 1. Juli 2001 wurde das Wehrbereichskommando IV/5. Panzerdivision in Wehrbereichskommando II umbenannt und die 5. Panzerdivision zum 30. September 2001 aufgelöst. Daher fand ein erneuter Unterstellungswechsel des Sanitätsregiments 5 zum Sanitätskommando II statt, das ab 1. Oktober 2001 in Diez an der Lahn gebildet wurde. Das Sanitätsregiment 5 wurde am 21. Januar 2003 in Lazarettregiment 21 umbenannt. Diese Einheit erhielt am 20. September 2008 den Beinamen „Westerwald“ verliehen. Das Lazarettregiment wurde schließlich in das ab 1. Juli 2015 in der Kaserne aufgestellte und bis heute am Standort beheimatete Sanitätsregiment 2 überführt und zum 31. Dezember 2015 aufgelöst.
Ebenfalls 1969 wurde das Versorgungsbataillon 156 in der Kaserne stationiert. Es war der Panzerbrigade 15 zugeordnet. Hervorgegangen ist es aus dem Quartiermeisterbataillon 5, das 1957 in Diez an der Lahn im Schloss Oranienstein aufgestellt worden war. Zum 1. April 1959 erfolgte die Umbenennung in Versorgungsbataillon 156. Mit der Heeresstruktur III wurde das Versorgungsbataillon 156 im Jahre 1972 aufgelöst sowie zum 1. Oktober die Nachschubkompanie 150 und die Instandsetzungskompanie 150 am Standort Rennerod gebildet. Beide Kompanien waren der Panzerbrigade 15 unterstellt. Sie verblieben in der Kaserne bis zu ihrer Auflösung im Jahre 1993 (Instandsetzungskompanie 150) und 1994 (Nachschubkompanie 150).
Die Fahrschulgruppe Rennerod wurde am 1. Januar 1986 in der Kaserne gebildet und bestand bis zum 31. März 1994. Zum 1. April 1994 erfolgte die Umbenennung in Kraftfahrausbildungszentrum Rennerod, das bis zum 31. Dezember 2003 existierte.
Seit 1. August 2009 befindet sich auch in der Kaserne die BWI Informationstechnik GmbH Rennerod als IT-Dienstleister der Bundeswehr.
Seit 1. April 2013 sind in der Kaserne ein Sicherungszug und die Sicherungsgruppen 1 bis 3 untergebracht.
Für die medizinische Versorgung war am Standort zwischen dem 1. April 1977 und dem 31. März 1981 die Zahnstation (Terr) H 439 sowie die Zahnarztgruppe 415/1 zwischen dem 1. April 1981 und dem 31. Dezember 1998 eingerichtet. Vom 1. April 1984 bis zum 31. März 1995 war ein Truppenarzt in der Kaserne stationiert sowie zwischen dem 1. Juli 1972 und dem 30. Juni 1997 der Sanitätsbereich 41/23 mit Material ausgestattet. Ab dem 1. April 1982 bis zum 30. September 1996 bestand darüber hinaus noch das Sanitätszentrum 415 sowie zwischen dem 1. Juli 2004 und dem 30. September 2015 das Sanitätszentrum Rennerod.
Verstärkungsreserven waren zwischen dem 1. April 2007 und dem 31. Dezember 2015 in der Kaserne für die 1. und 2. Kompanie des Lazarettregiments 21, für die Einsatzlazarette 211 und 212 des Lazarettregiments 21, für die Regimentsführung und ab 1. Januar 2008 für das Sanitätsmaterial des Lazarettregiments 21. Weitere Verstärkungsreserven existierten vom 1. Januar 2007 bis zum 30. September 2015 für das Sanitätszentrum Rennerod. Seit 1. Juli 2015 besteht eine Verstärkungsreserve Bezirks- und Kreisverbindungskommandos Sanitätsregiment 2. In diesem Zusammenhang greifen auch die Regionalen Sicherungs- und Unterstützungskräfte des Landeskommandos Hessen auf diese Infrastruktur zurück.
Der Kaserne dienten ferner die Außenstelle Rennerod der Standortverwaltung Westerburg, die Außenstelle der Standortverwaltung Koblenz, das Bundeswehr-Dienstleistungszentrum Koblenz mit einer Außenstelle, die Standortfernmeldeanlage 421/302 und die Standortmunitionsniederlage 412/3.
2015 wurde bekannt, dass das Land Rheinland-Pfalz aufgrund der Flüchtlingswelle aus Syrien einen Hilfsleistungsnutzantrag an die Bundeswehr für Teile der Alsberg-Kaserne gestellt hat.
Die Kaserne lag an der Westerwaldquerbahn (Herborn-Rennerod-Fehl-Ritzhausen-Westerburg-Wallmerod-Montabaur), die stillgelegt und größtenteils demontiert ist.